# Zamina Begum
Zamina Begum, född 1917, död 1978, var en afghansk prinsessa, syster till kung Zahir Shah. Hon var gift med president Mohammed Daoud Khan och presidentfru 1973-1978. 
Hon medverkade tillsammans med drottning Humaira Begum och prinsessan Bilqis Begum vid den berömda militärparaden på självständighetsdagen 1959, där de medverkade utan slöjor och därmed gjorde det möjligt för kvinnor att delta i det offentliga livet.
Hon mördades i Arg, Kabul under kuppen mot hennes make. 